# Come Go With Me
Come Go With Me — пісня американського вокального гурту The Del-Vikings 1957 року. 
Пісня була перезаписана Fee Bee Records у січні 1957 року та досягла 5 місця в Billboard Hot 100. 
2004 року пісня потрапила до списку 500 найкращих пісень усіх часів за версією журналу Rolling Stone